# Liste de souveraines
La liste ci-dessous présente des souveraines.
Toutes les souveraines n'ont pas laissé un souvenir important dans l'histoire, cependant certaines marquèrent l'histoire de leurs empreinte :
- Haut – A
- B
- C
- D
- E
- F
- G
- H
- I
- J
- K
- L
- M
- N
- O
- P
- Q
- R
- S
- T
- U
- V
- W
- X
- Y
- Z

## A
- Abbaka Chowta, reine d'Ullal en Inde, dite Rani Abbaka Chowta (Rani signifie reine).
- Alexandra de Danemark, par mariage reine du Royaume-Uni
- Aliénor d'Aquitaine, duchesse d'Aquitaine, et par mariage reine de France, puis reine d'Angleterre
- Alix de Hesse-Darmstadt ou Alexandra Fiodorovna, par mariage impératrice de Russie
- Amanishakhéto, reine du royaume soudanais de Napata et Méroé
- Anne d'Autriche, reine de France, régente de 1643 à 1651
- Anne de Bretagne, duchesse de Bretagne et, par mariage reine de France
- Anne de Clèves, par mariage reine d'Angleterre.
- Anne Ire de Grande-Bretagne, reine d'Angleterre, d'Écosse et d'Irlande
- Anne-Marie de Danemark, par mariage reine de Grèce (ou des Hellènes)
- Astrid de Suède, par mariage reine des Belges
- Anne Boleyn, par mariage reine d'Angleterre (Henri VIII d'Angleterre)
- Aziza Othmana, princesse mouradite philanthrope et bienfaitrice tunisienne du XVIIe siècle.

## B
- Beatrix des Pays-Bas, reine des Pays-Bas
- Blanche de Castille, par mariage reine de France et régente de 1226 à 1235
- Boadicée, reine des Iceni (peuple celte de l'ancienne Bretagne)
- Brunehaut, par mariage reine des Francs

## C
- Camilla Parker Bowles, par mariage reine du Royaume-Uni de Grande-Bretagne et d'Irlande du Nord
- Caroline de Bade, par mariage reine de Bavière
- Caroline-Auguste de Bavière, par mariage impératrice d'Autriche, reine de Hongrie et de Bohême (épouse de François Ier d'Autriche)
- Caroline d'Ansbach, par mariage reine de Grande-Bretagne, d'Écosse et d'Irlande
- Catherine d'Aragon, par mariage reine d'Angleterre
- Catherine de Bragance, par mariage reine d'Angleterre, d'Ecosse et d'Irlande, puis régente de Portugal
- Catherine de Médicis, par mariage reine de France, régente de 1559 à 1563
- Catherine Howard, par mariage reine d'Angleterre
- Catherine Ire de Russie, par mariage puis seule impératrice de toutes les Russies
- Catherine II, par mariage puis après un coup d'état seule impératrice de toutes les Russies
- Catherine Pavlovna de Russie, par mariage reine de Wurtemberg (auparavant duchesse d'Oldenbourg)
- Catherine Opalinska, par mariage reine de Pologne (après élection de son mari)
- Charlene Wittstock, par mariage princesse consort de Monaco
- Charlotte de Belgique, par mariage impératrice du Mexique
- Charlotte de Luxembourg, grande duchesse de Luxembourg
- Charlotte de Prusse ou Alexandra Fedorovna, par mariage impératrice de Russie
- Charlotte de Mecklembourg-Strelitz, par mariage reine de Grande-Bretagne, d'Irlande et de Hanovre
- Charlotte-Joachime d'Espagne, par mariage reine de Portugal
- Cléopâtre III, reine d'Égypte
- Cléopâtre Théa, reine séleucide
- Cléopâtre VII, reine d'Égypte
- Clothilde de Burgondie,par mariage reine des Francs

## D
- Dagmar de Danemark, par mariage tsarine de Russie
- Désirée Clary, par mariage reine de Suède et de Norvège (élection de son mari)
- Didon (Elyssa), reine de Carthage entre 814 et 760 av. J.-C.
- Draga Mašin, par mariage reine de Serbie

## E
- Éléonore de Habsbourg, par son premier mariage reine de Portugal et par son second mariage reine de France
- Éléonore de Neubourg, par mariage impératrice du Saint-Empire, reine de Hongrie et de Bohême
- Élisabeth Ire, reine d'Angleterre
- Élisabeth II, reine du Royaume-Uni
- Élisabeth d'Autriche,par mariage reine de France
- Elisabeth de Wittelsbach, par mariage Impératrice d'Autriche, Reine de Hongrie et de Bohême
- Élisabeth en Bavière, par mariage, reine des Belges
- Elizabeth Bowes-Lyon, par mariage reine du Royaume-Uni et d'Irlande du Nord et impératrice des Indes
- Élisabeth de France, par mariage reine d'Espagne
- Élisabeth de France, par mariage reine d'Espagne
- Elisabeth d'York, par mariage reine d'Angleterre
- Élisabeth Farnèse, par mariage reine d'Espagne
- Élisabeth-Christine de Brunswick-Wolfenbüttel, par mariage impératrice du Saint-Empire, reine de Hongrie et de Bohême
- Élisabeth-Christine de Brunswick-Wolfenbüttel-Bevern, par mariage reine de Prusse, électrice de Brandebourg
- Élisabeth-Thérèse de Lorraine, par mariage reine de Sardaigne, duchesse de Savoie (épouse de Charles-Emmanuel III de Sardaigne)
- Élisabeth Ire, impératrice de Russie
- Esther, par mariage reine de Perse (épouse d'Assuérus)
- Eugénie de Montijo, par mariage impératrice des Français, régente en 1859 puis en 1865 puis en 1870

## F
- Fabiola de Mora y Aragon, par mariage reine des Belges
- Faouzia Fouad, par son mariage impératrice d'Iran
- Farah Pahlavi, par mariage impératrice d'Iran
- Frédégonde, par mariage reine des Francs
- Frederika de Hanovre, par mariage reine de Grèce (ou des Hellènes)

## G
- Grace Kelly, par mariage princesse consort de Monaco
- Géraldine Apponyi, par mariage reine d'Albanie

## H
- Hedwige Ier de Pologne, reine de Pologne
- Hélène de Monténégro, par mariage reine d'Italie et d'Albanie et impératrice d'Éthiopie
- Henriette-Marie de France, par mariage reine d'Angleterre, d'Écosse et d'Irlande

## I
- Irène l'Athénienne, régente puis impératrice de Byzance
- Isabelle Ire de Castille, reine de Castille
- Isabelle II d'Espagne, reine d'Espagne
- Isabelle de France, par mariage reine d'Angleterre et dame d'Irlande
- Isabeau de Bavière, par mariage reine de France

## J
- Jeanne Ier de Castille, reine de Castille
- Jeanne Seymour, par mariage reine d'Angleterre
- Josépha de Bavière, par mariage impératrice du Saint-Empire (épouse de Joseph II du Saint-Empire)
- Joséphine de Beauharnais, par mariage impératrice des Français et reine d'Italie (épouse en secondes noces de Napoléon Bonaparte)
- Joséphine de Leuchtenberg, par mariage reine de Suède et de Norvège
- Juliana des Pays-Bas, reine des Pays-Bas

## K
- Kōjun Kōgō, née Nagako Kuni, par mariage impératrice consort puis douairière du Japon, (épouse de l'empereur Shōwa et mère de l'empereur Akihito)
- Lalla Kmar, née en 1862 et morte en 1942, princesse tunisienne issue du sérail ottoman. Elle épouse successivement trois beys de Tunis : Sadok Bey (règne de 1877 à 1882), Ali III Bey (1883–1902), et Naceur Bey (1906–1922), dont elle devient la favorite et conseillère

## L
- Lakshmî Bâî, rani indienne
- Letizia Ortiz, par mariage reine d'Espagne
- Louise de Lorraine-Vaudémont, par mariage reine de France
- Louise de Mecklembourg-Strelitz, par mariage reine de Prusse, électrice de Brandebourg
- Louise d'Orléans, par mariage reine des Belges
- Louise-Ulrique de Prusse, par mariage reine de Suède (épouse d'Adolphe-Frédéric de Suède)

## M
- Margrethe II, reine de Danemark
- Marguerite d'Angoulême, par mariage reine de Navarre
- Marguerite de France, par mariage reine de Navarre et de France
- Marguerite de Savoie, par mariage reine d'Italie
- Marie de Saxe-Cobourg-Gotha, par mariage reine de Roumanie
- Marie-Amélie de Bourbon-Siciles, après la révolution de 1830, reine des Français (épouse de Louis-Philippe Ier)
- Marie-Amélie de Saxe, par mariage reine de Naples, de Sicile, de Jérusalem et d'Espagne
- Marie-Anne de Neubourg, par mariage reine d'Espagne
- Marie-Anne de Sardaigne, par mariage impératrice d'Autriche, reine de Hongrie et de Bohême (épouse de Ferdinand Ier d'Autriche)
- Marie-Antoinette d'Autriche, par mariage reine de France et de Navarre (épouse de Louis XVI)
- Marie-Antoinette d'Espagne, par mariage reine de Sardaigne (fille de Philippe V d'Espagne, épouse de Victor-Amédée II de Sardaigne)
- Marie-Caroline d'Autriche, par mariage reine de Naples et de Sicile (fille de Marie-Thèrèse d'Autriche, épouse de Ferdinand IV de Naples)
- Marie-Christine de Bourbon-Siciles, par mariage reine d'Espagne puis régente d'Espagne
- Marie-Françoise-Élisabeth de Savoie-Nemours, par mariage reine de Portugal
- Marie-Isabelle d'Espagne, par mariage reine des Deux-Siciles
- Marie-Josèphe d'Autriche, par mariage reine de Pologne, électrice de Saxe
- Marie-Josèphe de Saxe, par mariage reine d'Espagne
- Marie-Léopoldine d'Autriche, par mariage impératrice du Brésil, reine de Portugal et des Algarves
- Marie Leszczyńska, par mariage reine de France et de Navarre (épouse de Louis XV)
- Marie-Louise d'Autriche, par mariage impératrice des Français et reine d'Italie puis duchesse de Parme
- Marie-Louise de Bourbon-Parme, par mariage reine d'Espagne
- Marie-Louise d'Espagne, par mariage Grande-Duchesse de Toscane puis Impératrice du Saint-Empire, reine de Hongrie et de Bohême
- Marie-Louise de Habsbourg-Lorraine-Este, par mariage impératrice d'Autriche, reine de Hongrie et de Bohême
- Marie-Louise d'Orléans, par mariage reine d'Espagne
- Marie-Louise-Gabrielle de Savoie, par mariage reine d'Espagne
- Marie-Sophie de Neubourg, par mariage reine de Portugal (épouse de Pierre II de Portugal)
- Marie-Thérèse d'Autriche, reine de Hongrie et de Bohême, archiduchesse d'Autriche et par mariage impératrice du Saint-Empire
- Marie-Thérèse d'Autriche, par mariage reine de France et de Navarre (épouse de Louis XIV)
- Marie-Thérèse de Bourbon-Naples, par mariage impératrice du Saint-Empire puis d'Autriche, reine de Hongrie et de Bohême
- Thérèse-Christine de Bourbon-Siciles, par mariage impératrice du Brésil
- Marie Ire d'Écosse, reine des Écossais et par mariage reine de France
- Marie Ire d'Angleterre, reine d'Angleterre
- Marie II d'Angleterre, reine d'Angleterre, d'Écosse et d'Irlande
- Marie Ire de Portugal, reine de Portugal
- Marie II de Portugal, reine de Portugal
- Marie de Hesse-Darmstadt, par mariage impératrice de Russie
- Marie de Médicis, par mariage reine de France et de Navarre, régente de 1610 à 1614
- Marie de Modène, par mariage reine d'Angleterre, d'Écosse et d'Irlande (épouse de Jacques II d'Angleterre)
- Mary de Teck, par mariage reine du Royaume-Uni et d'Irlande et impératrice des Indes
- Masako Owada, par mariage impératrice du Japon
- Mathilde de Flandre, épouse de Guillaume le Conquérant, par mariage duchesse de Normandie puis reine d'Angleterre
- Mathilde d'Udekem d'Acoz, par mariage reine des Belges (épouse de Philippe de Belgique)
- Máxima Zorreguieta Cerruti, par mariage reine des Pays-Bas
- Michiko Shōda, par mariage impératrice du Japon, (épouse d'Akihito).
- Mary Donaldson, par mariage reine de Danemark

## N
- Nazli Sabri, par mariage sultane puis reine d'Egypte
- Néfertiti, par mariage reine d'Egypte (épouse d'Akhénaton)

## O
- Olga Constantinovna de Russie, par mariage reine puis régente de Grèce (ou des Hellènes)
- Olga de Russie, par mariage reine de Wurtemberg

## P
- Paola Ruffo di Calabria, par mariage princesse de Liège puis reine des Belges
- Pauline-Thérèse de Wurtemberg, par mariage reine de Wurtemberg
- Polyxène de Hesse-Rheinfels-Rotenbourg, par mariage reine de Sardaigne, duchesse de Savoie
- Pōmare IV ou Pomaré la Grande, reine de Tahiti, Moorea et dépendances

## R
- Rania al-Yassin, par mariage reine de Jordanie
- Renée de Lorraine, par mariage duchesse de Bavière

## S
- Shin Sawbu, reine de Basse-Birmanie
- Silvia Sommerlath, par mariage reine de Suède
- Sonja Haraldsen, par mariage reine de Norvège
- Sophie de Grèce, par mariage reine d'Espagne
- Sophie de Prusse, par mariage reine des Hellènes
- Sophie de Wurtemberg, par mariage reine des Pays-Bays
- Sophie-Dorothée de Wurtemberg, par mariage impératrice de Russie
- Sophie-Dorothée de Hanovre, par mariage reine en Prusse, électrice de Brandebourg (épouse de Frédéric-Guillaume Ier de Prusse)
- Sophonisbe, princesse carthaginoise, fille d'Hasdrubal Gisco, et reine de Numidie par mariage avec Syphax.
- Soraya Esfandiari Bakhtiari, par mariage impératrice d'Iran
- Supayalat, reine de Birmanie
- Suthida Tidjai, par mariage reine de Thaïlande

## T
- Tadj ol-Molouk, par mariage impératrice d'Iran
- Teha'apapa II, reine consort puis régnante de Huahine et Maiao (épouse du roi Ari'imate)
- Tehauroarii, reine de Raiatea et Tahaa
- Teimei, impératrice puis douairière du Japon
- Teuhe, reine de Huahine et Mai'ao
- Thérèse de Saxe-Hildburghausen, par mariage reine de Bavière

## U
- Ulrique-Éléonore de Suède, reine de Suède

## V
- Victoria, reine du Royaume-Uni et impératrice des Indes
- Victoria du Royaume-Uni, par mariage reine de Prusse et impératrice allemande
- Victoria-Eugénie de Battenberg, par mariage reine d'Espagne

## W
- Wilhelmine des Pays-Bas, reine des Pays-Bas
- Wilhelmine de Prusse, par mariage reine des Pays-Bas (épouse de Guillaume Ier des Pays-Bas)

## Z
- Zaynab Nefzaouia, reine consort et épouse de Youssef ben Tachfine, cofondatrice de la dynastie almoravide au XIe siècle.
- Zénobie, reine de Palmyre
- Zita de Bourbon-Parme par mariage impératrice d'Autriche, reine de Hongrie et de Bohême
- Zoé Porphyrogénète, impératrice de Byzance